# Jaspidella
Jaspidella is een geslacht van weekdieren uit de klasse van de Gastropoda (slakken).

## Soorten
- Jaspidella blanesi (Ford, 1898)
- Jaspidella carminiae Petuch, 1992
- Jaspidella jaspidea (Gmelin, 1791)
- Jaspidella miris Olsson, 1956